# مقاطعة ماغادان
ماغادان أوبلاست هي إحدى الكيانات الفدرالية في روسيا. وتحوي المدن والقرى التالية: ماغادان،اوسث-اومتسوغ,بالادكا,سوسومان،أتكا ,أرمان.

## التاريخ
في الماضي كانت ماغادان موطنًا لأهل إيفينز الذين لم يكونوا يعيشون في مكان واحد لفترة طويلة. في القرن السابع عشر وصل الروس إلى المنطقة لأول مرة، جاؤوا لاستكشاف الشرق الأقصى بحثاً عن الفراء والذهب. كما أطلقوا على المنطقة اسم كوليما.  لا يزال كوليما اسماً شائعاً للمنطقة. تم اكتشاف الذهب والبلاتين في المنطقة في أوائل القرن التاسع عشر. أثناء حكم ستالين في الثلاثينيات كان الاتحاد السوفيتي يتطور بسرعة بسبب التصنيع. لذلك كان هناك زيادة في الطلب على الذهب لدفع تكاليف هذا التصنيع. أدى ذلك إلى افتتاح العديد من المناجم في المنطقة. كما تم افتتاح العديد من معسكرات العمل لإيواء السكان الذين يعملون بالسخرة. تم جلب العمال للمساعدة في حفر المعادن أو شق الطرق المؤدية إلى المنطقة. كما تم إحضار أسرى الحرب خلال الحرب العالمية الثانية إلى المنطقة.  بعد وفاة ستالين عام 1953 تم إغلاق معسكرات العمل ببطء وإطلاق سراح معظم السجناء. استمر نشاط التعدين مع تولي العمال بأجر الوظيفة. انخفضت مستويات المعيشة حين حاول الاتحاد السوفيتي تحسين الاقتصاد خلال البيريسترويكا. تسبب هذا في ترك الكثير من الناس لماغادان بحثًا عن حياة أفضل.

علم ماغادان أوبلاست